# HD 88815
HD 88815，又名BD+73 489，SAO 7098、HR 4016，是一颗恒星，视星等为6.4，位于銀經136.52，銀緯39.75，其B1900.0坐标为赤經10h 9m 35.7s，赤緯+73° 39.75′ 25″。